# Аквавива д’Арагона, Оттавио (старший)
Оттавио Аквавива д’Арагона старший (итал. Ottavio Acquaviva d'Aragona, seniore; 1560, Неаполь, Неаполитанское королевство — 5 декабря 1612, там же) — итальянский куриальный кардинал и доктор обоих прав. Архиепископ Неаполя с 31 августа 1605 по 5 декабря 1612. Камерленго Священной Коллегии Кардиналов с 12 января 1609 по 11 января 1610. Кардинал-дьякон с 6 марта 1591, с титулярной диаконией Сан-Джорджо-ин-Велабро с 5 апреля 1591 по 15 марта 1593. Кардинал-священник с титулом церкви Санта-Мария-дель-Пополо с 15 марта 1593 по 22 апреля 1602. Кардинал-священник с титулом церкви Санти-Джованни-э-Паоло c 22 апреля 1602 по 5 июня 1605. Кардинал-священник с титулом церкви Санта-Праседе c 5 июня 1605 по 5 декабря 1612.

## Ранние годы и образование
Родился Оттавио Аквавива д’Арагона старший в 1560 году, в Неаполе, происходил из патрицианской семьи. Сын Джованни Джироламо Аквавива д’Арагона, 10-го герцога Атри, и Маргариты Пио ди Карпи. Его фамилии также перечислены как Аквавива и д'Арагония. Племянник кардинала Джованни Винченцо Аквавива д’Арагона (1542) и отца Клаудио Аквавива, S.J., генерал Общества Иисуса, брат кардинала Джулио Аквавива д’Арагона (1570) и Блаженный Ридольфо Аквавива, S.J., который принял мученическую смерть в Ост-Индии в 1583 году. Дядя кардинала Оттавио Аквавива д’Арагона младшего (1654). Другие кардиналы семьи: Франческо Аквавива д’Арагона (1706); Трояно Аквавива д’Арагона (1732) и Паскуале Аквавива д’Арагона (1770).
Учился в университете Перуджи художественной литературе и греческому языку и получил докторскую степень в полном объеме, как по каноническому, так и по гражданскому праву.
Уехал в Рим. Референдарий Трибуналов Апостольской Сигнатуры милости и справедливости в 1584 году. Придворный прелат Его Святейшества. Вице-легат в провинции Патримони. Губернатор Витербо с 20 марта 1589 года. Мажордом (или эконом) Папы Григория XIV (1590—1591).
Где, когда и кем был рукоположен в священники информация была не найдена.

## Кардинал
Возведён в кардинала-дьякона на консистории от 6 марта 1591 года, получил красную шляпу и титулярную диаконию Сан-Джорджо-ин-Велабро с 5 апреля 1591 года. Легат в Кампанья-э-Мариттима с 3 марта 1591 года.
Участвовал в Конклаве 1591 года, который избрал Папу Иннокентия IX. Участвовал в Конклаве 1592 года, который избрал Папу Климента VIII.
15 марта 1593 года избран для сана кардиналов-священников и титулярной церкви Санта-Мария-дель-Пополо. Папский легат в Авиньоне в 1593—1601 годах. С 1597 года проживал в Риме. 22 апреля 1602 года получил титулярную церковь Санти-Джованни-э-Паоло.
Участвовал в первом Конклаве 1605 года, который избрал Папу Льва XI. Участвовал во втором Конклаве 1605 года, который избрал Папу Павла V. 5 июня 1605 года получил титулярную церковь Санта-Праседе.

## Архиепископ Неаполя
31 августа 1605 года избран архиепископом Неаполя. Епископская ординация прошла 18 сентября 1605 года, в церкви Иль-Джезу, в Риме. Рукополагал кардинал Роберто Беллармин, при содействии соконсекраторов: Антонио Каэтани, архиепископа Капуи и (информация не найдена). Провёл епархиальные синоды в 1607, 1611 и 1612 годах. Камерленго Священной Коллегии Кардиналов с 12 января 1609 по 11 января 1610 года.
Скончался кардинал Оттавио Аквавива д’Арагона старший 5 декабря 1612 года, в Неаполе. Похоронен в кафедральном соборе Неаполя, его надгробный памятник находится в ризнице капеллы Монте-ди-Пьета, в Неаполе.